# Gau Bayreuth
Il Gau Bayreuth (fino al giugno 1942, Gau Bayerische Ostmark) fu una divisione amministrativa della Germania nazista dal 1933 al 1945 formata dalla fusione dei Gaue in Bassa Baviera, Alto Palatinato, Alta Franconia e Baviera avvenuta il 19 gennaio 1933.

## Storia
Il sistema di Gau (plurale Gaue) fu originariamente istituito in una conferenza del partito il 22 maggio 1926, al fine di migliorare l'amministrazione della struttura del partito. Dal 1933 in poi, dopo la presa del potere nazista, i Gaue sostituirono sempre più gli stati tedeschi come suddivisioni amministrative in Germania.
Alla testa di ogni Gau si trovava un Gauleiter, una posizione che divenne sempre più potente, soprattutto dopo lo scoppio della seconda guerra mondiale. I Gauleiter locali erano incaricati della propaganda e della sorveglianza e, dal settembre 1944 in poi, del Volkssturm e della difesa del Gau.
Il Gau Bayerische Ostmark fu istituito nel 1933, quando Hans Schemm, il Gauleiter di Oberfranken, unì i tre Gaue di Oberpfalz, Niederbayern e Oberfranken in una lotta di potere interno. Il termine Bayerische Ostmark fu coniato dopo la prima guerra mondiale per la regione in riferimento al fatto che l'area ora confinava con la nuova Cecoslovacchia, un paese percepito come ostile alla Germania. Il termine Marca è stato storicamente usato nella Germania imperiale per le regioni di confine ai vicini ostili. È stato l'unico dei Gaue bavaresi ad incorporare più di un Regierungsbezirk, coprendone tre.
Hans Schemm guidò il Gau fino alla sua morte, avvenuta in un incidente aereo nel 1935; il suo successore, Fritz Wächtler, non riuscì a raccogliere la stessa popolarità con la popolazione della regione. Dopo l'occupazione della Cecoslovacchia, parti di questo paese furono incorporate nel Gau. I distretti (in tedesco: Kreis) di Bergreichenstein, Markt Eisenstein e Prachatitz furono aggiunti al Gau. Dal 1938 il Gau ospitò anche il campo di concentramento di Flossenbürg e i suoi numerosi sottocampi. Poiché il Gau Bayerische Ostmark non fu più una regione di confine, fu rinominato Gau Bayreuth nel giugno 1942. Wächtler fu fucilato su ordine di Hitler da una squadra di SS, poiché abbandonò Bayreuth nell'aprile 1945. Fu sostituito da Ludwig Ruckdeschel, vice Gaulaiter dal 1935 al 1945, che governò per breve tempo, fino alla resa della Germania nazista.

## Gauleiter
I Gauleiter del Gau Bayreuthː
- Hans Schemm - dal 19 gennaio 1933 al 5 marzo 1935
- Fritz Wächtler - dal 5 dicembre 1935 al 19 aprile 1945
- Ludwig Ruckdeschel - dal 19 aprile all'8 maggio 1945